# الدوري التايواني لكرة القاعدة
الدوري التايواني لكرة القاعدة هو أعلى دوري في رياضة كرة القاعدة في تايوان.تأسس في عام 1989 وأنطلق أول موسم في 1990.